# Red Octopus
Albums de Jefferson Starship
Dragon Fly
(1974) Spitfire
(1975)
Singles
1. Miracles (en)
Sortie : août 1975
2. Play On Love (en)
Sortie : décembre 1975

Red Octopus est le deuxième album du groupe américain de rock Jefferson Starship. Sorti en 1975, il se classe no 1 des ventes aux États-Unis, notamment grâce au succès du single Miracles (en) qui atteint la 3e position du Billboard Hot 100.

## Histoire

### Contexte
Après le succès de son premier album, Dragon Fly, Jefferson Starship entreprend une tournée américaine à l'automne 1974. Lors du concert du 24 novembre au Winterland de San Francisco, le groupe est rejoint sur scène par Marty Balin, ancien membre de Jefferson Airplane qui a participé à l'écriture de Caroline, l'une des chansons de Dragon Fly.

### Enregistrement
Balin rejoint officiellement Jefferson Starship au début de l'année 1975 pour le deuxième album du groupe. Celui-ci compte alors huit membres, d'où la mention d'une pieuvre (octopus) dans le titre du disque, la couleur rouge (red) faisant référence à la république populaire de Chine. Les séances d'enregistrement prennent place en février au même endroit que celles de Dragon Fly, les Wally Heider Studios (en) de San Francisco, toujours avec Larry Cox comme producteur.

### Parution et accueil
Red Octopus sort en juin 1975 sous l'étiquette Grunt Records, le label de Jefferson Starship, distribué par RCA Records. Le premier single qui en est tiré, la ballade Miracles (en), se classe no 3 des ventes aux États-Unis, la meilleure performance jamais enregistrée pour un single de Jefferson Starship ou Airplane jusqu'alors. L'album occupe quant à lui la première place du Billboard 200 pendant quatre semaines. Les critiques de l'époque considèrent le retour de Marty Balin comme un succès : dans Rolling Stone, Ed Ward va jusqu'à dire que sans lui, « l'album serait complètement inécoutable ».
Red Octopus est certifié double disque de platine aux États-Unis, ce qui représente 2 millions d'exemplaires vendus.

## Fiche technique

### Chansons
| 1. | Fast Buck Freddie           | Grace Slick                 | Craig Chaquico                             | 3:28 |
| 2. | Miracles (en)               | Marty Balin                 | Marty Balin                                | 6:52 |
| 3. | Git Fiddler                 | —                           | Papa John Creach, Kevin Moore, John Parker | 3:08 |
| 4. | Ai Garimasũ (There Is Love) | Grace Slick                 | Grace Slick                                | 4:15 |
| 5. | Sweeter Than Honey          | Marty Balin, Craig Chaquico | Craig Chaquico, Pete Sears                 | 3:20 |

| 6.  | Play On Love (en)           | Grace Slick                            | Pete Sears                   | 3:44 |
| 7.  | Tumblin'                    | Marty Balin, Robert Hunter             | David Freiberg               | 3:27 |
| 8.  | I Want to See Another World | Paul Kantner, Grace Slick, Marty Balin | Paul Kantner                 | 4:34 |
| 9.  | Sandalphon                  | —                                      | Pete Sears                   | 4:08 |
| 10. | There Will Be Love          | Paul Kantner, Marty Balin              | Paul Kantner, Craig Chaquico | 5:04 |

La réédition CD publiée par RCA Records en 2005 comprend cinq morceaux supplémentaires. Le premier est la version abrégée de Miracles sortie en 45 tours, tandis que les quatre autres proviennent du concert donné par Jefferson Starship au Winterland de San Francisco le 7 novembre 1975.
| 11. | Miracles                | Marty Balin               | Marty Balin                  | 3:30 |
| 12. | Band Introduction       |                           |                              | 1:16 |
| 13. | Fast Buck Freddie       | Grace Slick               | Craig Chaquico               | 3:35 |
| 14. | There Will Be Love      | Paul Kantner, Marty Balin | Paul Kantner, Craig Chaquico | 4:59 |
| 15. | You're Driving Me Crazy | Vic Smith                 | Vic Smith                    | 6:46 |

### Musiciens

#### Jefferson Starship
- Grace Slick : chant sur Fast Buck Freddie, Ai Garimasũ (There Is Love) et Play On Love, piano sur Ai Garimasũ (There Is Love), chœurs
- Paul Kantner : chant sur I Want to See Another World, guitare rythmique, chœurs
- Marty Balin : chant sur Miracles, Sweeter Than Honey, Tumblin' et There Will Be Love, chœurs
- John Barbata : batterie, percussions, chœurs
- Craig Chaquico : guitare solo, chœurs
- Papa John Creach : violon
- David Freiberg : basse sur Git Fiddler, Play On Love et Sandalphon, orgue (2, 8), synthétiseur ARP (4, 10), claviers (7), chœurs
- Pete Sears : basse sur Fast Buck Freddie, Miracles, Ai Garimasũ (There Is Love), Sweeter Than Honey, Tumblin', I Want to See Another World et There Will Be Love, piano sur Play On Love, I Want to See Another World, Sandalphon et There Will Be Love, piano électrique sur Miracles, orgue sur Play On Love, I Want to See Another World et Sandalphon, clavinet sur Play On Love, synthétiseur ARP sur Sandalphon, claviers sur Git Fiddler et Sweeter Than Honey, chœurs

#### Musiciens supplémentaires
- Bobbye Hall : congas, percussions
- Irv Cox : saxophone
- Dave Roberts : arrangements des cordes et des cuivres

### Équipe de production
- Jefferson Starship : production
- Larry Cox : producteur, ingénieur du son
- Frank Mulvey : pochette

### Classements et certifications
| Pays (classement)          | Meilleure position |
| -------------------------- | ------------------ |
| États-Unis (Billboard 200) | 1                  |

| Pays              | Certification | Date            | Ventes certifiées |
| ----------------- | ------------- | --------------- | ----------------- |
| États-Unis (RIAA) | 2 × Platine   | 31 juillet 1995 | 2 000 000         |